# Lytechinus
Genre
Synonymes
Psilechinus Lütken, 1864
Lytechinus est un genre d'oursins (échinodermes) de la famille des Toxopneustidae.

## Caractéristiques

Lytechinus panamensis

Ce sont des oursins réguliers de forme circulaire, bombés mais aplatis dorsalement et avec une face orale presque parfaitement plane. Les aires ambulacraires et interambulacraires sont très séparées (y compris sur le test nu). 
Le disque apical est généralement hémicyclique. 
Les plaques ambulacraires sont trigéminées, avec des paires de pores formant des lignes obliques trois par trois ; chaque plaque composée porte un tubercule primaire. 
Les interambulacres portent de petits tubercules primaires flanqués par des tubercules secondaires à peine moins gros de chaque côté. Les plaques ambitales peuvent porter plusieurs tubercules isométriques. 
Les interradius adapicaux sont dépourvus de tubercules. 
La membrane péristomiale est densément couverte de plaques. 
Les encoches buccales sont fines mais prononcées.

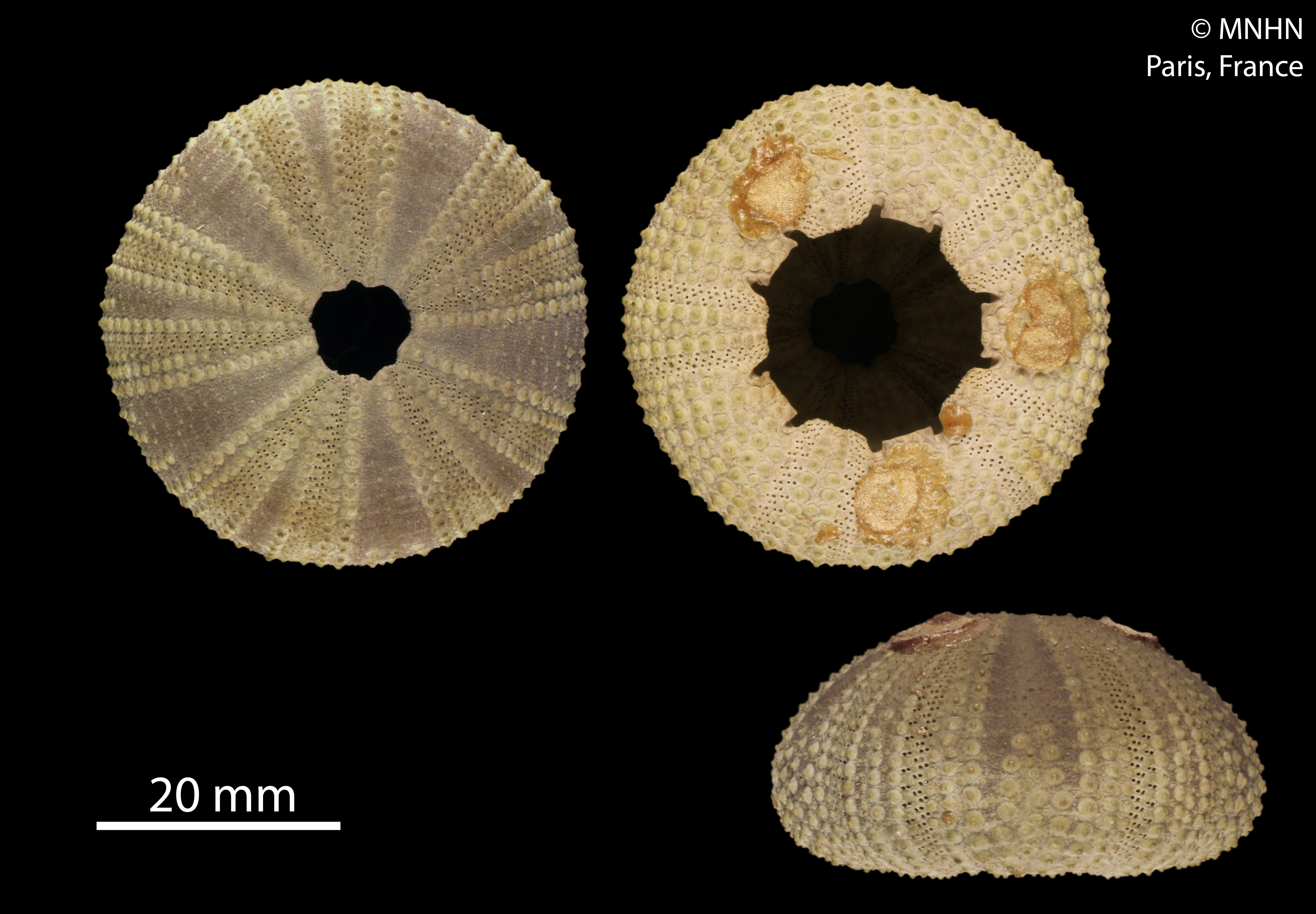
Test de Lytechinus semituberculatus (MNHN)

Ce genre semble être apparu entre l’Éocène et l'Oligocène, et s'est répandu largement dans les eaux tropicales.

## Systématique
Le genre Lytechinus a été décrit par le naturaliste américano-suisse Louis Agassiz en 1863 (se fondant sur un type d'Echinus variegatus Lamarck, 1816).

### Liste d'espèces
Selon World Register of Marine Species (4 avril 2014) :
- Lytechinus callipeplus H.L. Clark, 1912 -- Barbades et Antilles
- Lytechinus euerces H.L. Clark, 1912 -- Golfe du Mexique et Caraïbes
- Lytechinus panamensis Mortensen, 1921 -- Pacifique Est central
- Lytechinus pictus (Verrill, 1867) -- Basse Californie
- Lytechinus semituberculatus (Valenciennes in L. Agassiz, 1846) -- Galápagos
- Lytechinus variegatus (Lamarck, 1816) -- Atlantique ouest (du Canada au Brésil)
- Lytechinus williamsi Chesher, 1968 -- Golfe du Mexique
- Lytechinus baldwini Linder, Durham & Orr, 1988 †
- Lytechinus coreyi Grant & Hertlein, 1938b †
- Lytechinus crassus H. L. Clark, 1945 †
- Lytechinus milleri Grant & Hertlein, 1938b †
- Lytechinus okinawa Cooke, 1954 †

NCBI (12 septembre 2013) et ITIS (12 septembre 2013) ajoutent Lytechinus anamesus (que WRMS indique comme synonyme de Lytechinus pictus (Verrill, 1867)).

Lytechinus panamensis
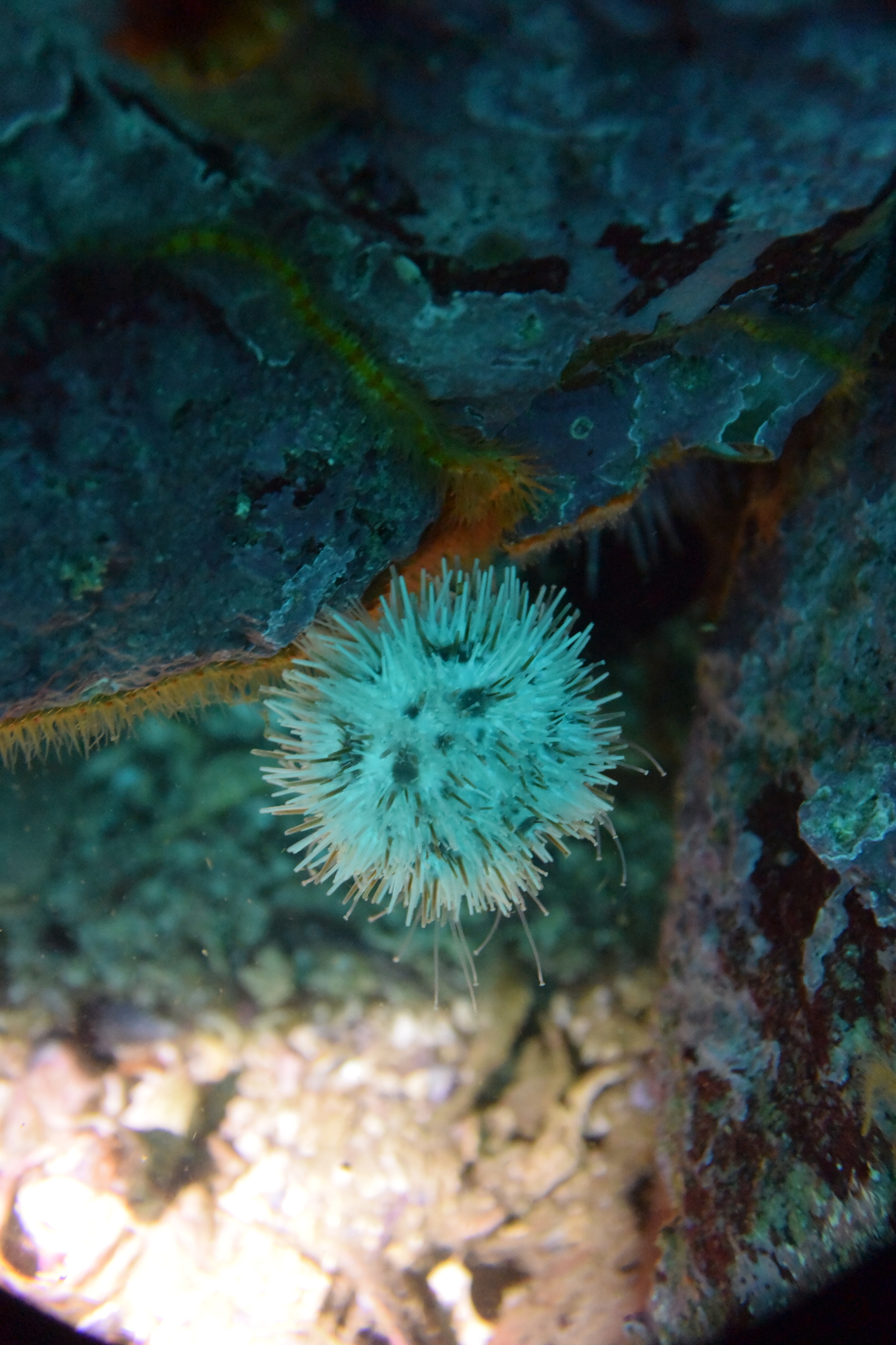
Lytechinus pictus
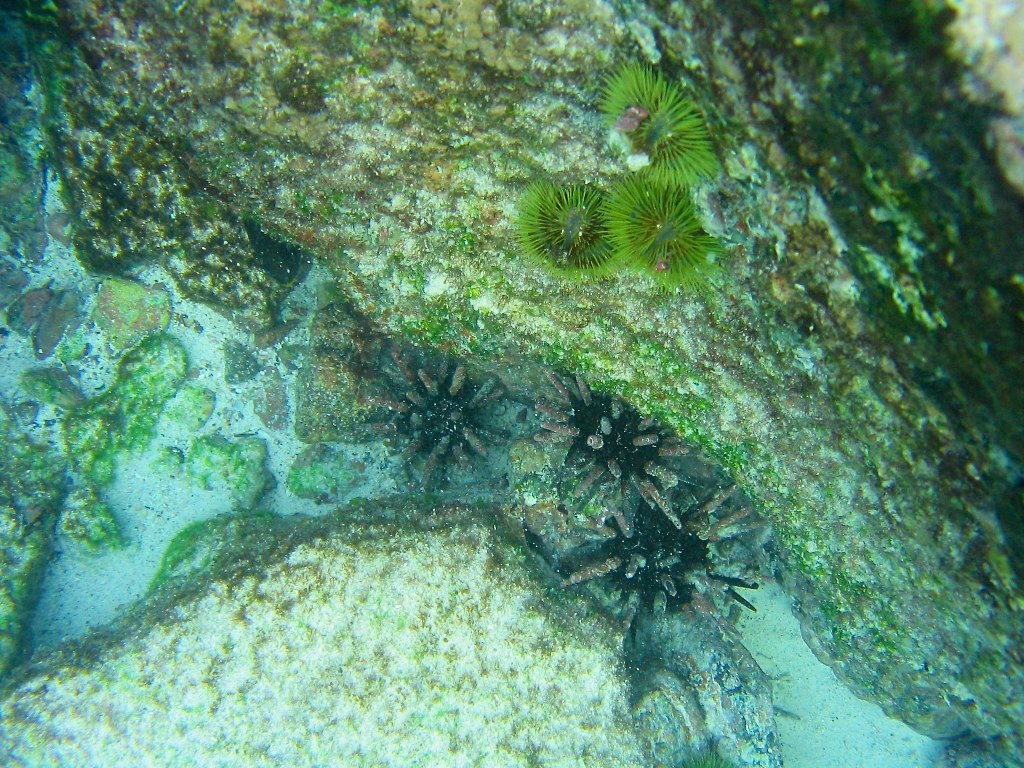
Lytechinus semituberculatus
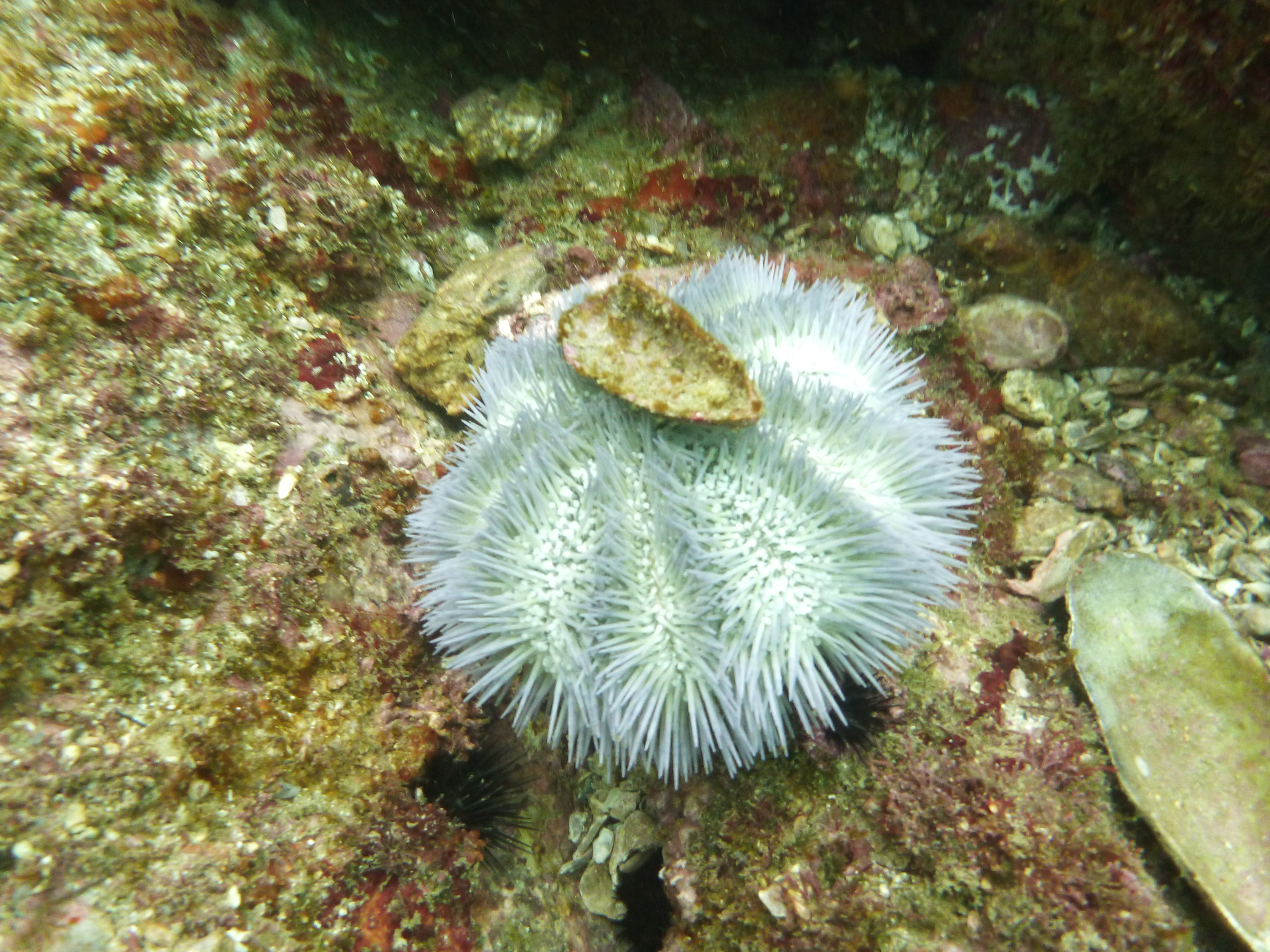
Lytechinus variegatus
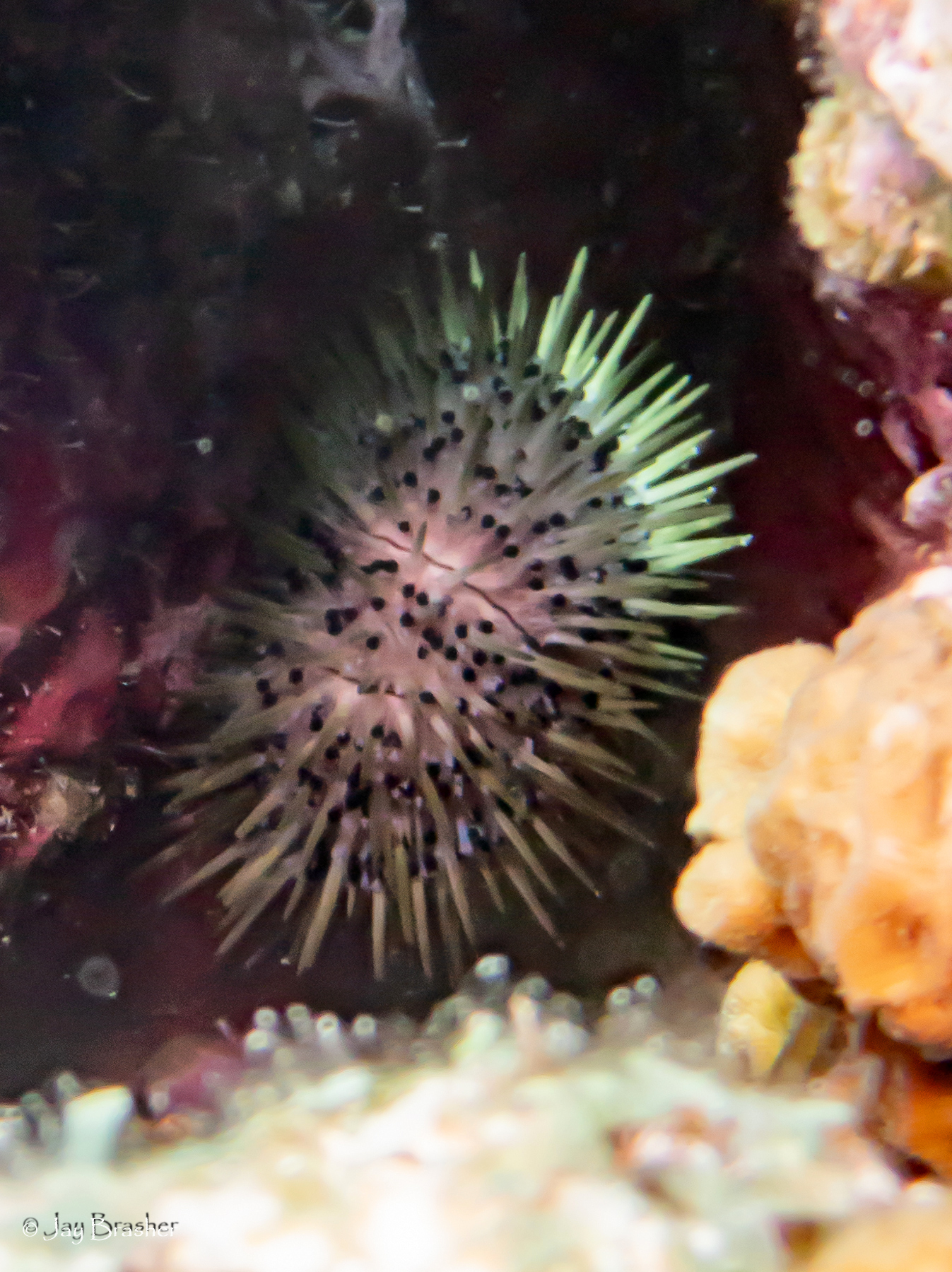
Lytechinus williamsi